# James A. Schrader
James Alan Schrader ( 1959 – ) es un botánico, profesor, y curador estadounidense. Desarrolla actividades académicas en el "Departamento de Horticultura, de la Iowa State University.

## Algunas publicaciones
- william r. Graves, james a. Schrader. 2008. AT THE INTERFACE OF PHYLOGENETICS AND POPULATION GENETICS, THE PHYLOGEOGRAPHY OF Dirca occidentalis (THYMELAEACEAE). Am. J. of Botany 95 (11): 1454–1465

- james a. Schrader, william r. Graves. 2005. Seed germination of Dirca (Leatherwood): Pretreatments and interspecific comparisons. Hort Science 40 : 1838 – 1842

- ----------------------, ----------------------. 2004a. Systematics of Alnus maritima (seaside alder) resolved by ISSR polymorphisms and morphological characters. J. of the Am. Soc. for Horticultural Sci. 129 : 231 – 236

- ----------------------, ----------------------. 2004b. Systematics of Dirca (Thymelaeaceae) based on ITS sequences and ISSR polymorphisms. Sida 21 : 511 – 524

### Libros
- 2002. Biosystematics and phenology of Alnus maritima (Betulaceae). Ed. Iowa State University. 332 pp.

- 1999. Propagation of Alnus maritima from its three disjunct populations. Ed. Iowa State University. 184 pp.

- 1987. Theoretical and measured steady-state performance of a single-effect solar still. Ed. Ohio State University. 272 pp.

- La abreviatura «J.A.Schrad.» se emplea para indicar a James A. Schrader como autoridad en la descripción y clasificación científica de los vegetales.[1]